# Giuseppe Canale
Giuseppe 'Pino' Canale (Genk, 17 maart 1977) is een Belgisch / Italiaans voetballer die zijn profloopbaan in 1995 begon bij Roda JC maar er niet in slaagde om een vaste waarde te worden bij een eredivisieclub. Na afloop van het seizoen vertrok hij naar Emmen alwaar hij ook niet lang verbleef. Zijn carrière leidde hem vervolgens langs diverse clubs in Nederland, Duitsland en België op de lagere niveaus.
Na zijn actieve carrière werd hij speler-trainer van het Belgische Calcio Genk. Dat op dat moment op het laagste niveau uitkwam wat de KBVB aanbood. Hij wist met Calcio Genk tweemaal op rij kampioen te worden en zodoende te promoveren. 
Hierna werd hij hoofdtrainer van Bregel Sport met deze ploeg promoveert hij via eindronde naar 2de provinciale.
Canale is tevens scout bij Antwerp FC en ook mede-eigenaar van de Voetbalshop Arena Genk samen met gewezen profvoetballer Stefano Ghiro.

## Statistieken
| Seizoen | Club               | Land      | Competitie           | Duels | Goals |
| ------- | ------------------ | --------- | -------------------- | ----- | ----- |
| 1995/96 | Roda JC            | Nederland | Eredivisie           | 2     | 0     |
| 1996/97 | FC Emmen           | Nederland | Eerste divisie       | 7     | 1     |
| 1997/98 | FC Den Bosch       | Nederland | Eerste divisie       | 21    | 5     |
| 1998/99 | FC Gütersloh       | Duitsland | 2.Bundesliga         | 18    | 0     |
| 1999/00 | FC Gütersloh       | Duitsland | Regionalliga Südwest | 21    | 0     |
| 1999/00 | Rot Weiss Ahlen    | Duitsland | Regionalliga Südwest | 16    | 3     |
| 2000/01 | Rot Weiss Ahlen    | Duitsland | 2.Bundesliga         | 9     | 2     |
| 2001/02 | SC Paderborn 07    | Duitsland | Regionalliga Nord    | 27    | 4     |
| 2002/03 | SC Paderborn 07    | Duitsland | Regionalliga Nord    | 30    | 3     |
| 2003/04 | SC Paderborn 07    | Duitsland | Regionalliga Nord    | 13    | 1     |
| 2003/04 | FC Sachsen Leipzig | Duitsland | Regionalliga Nord    | 12    | 1     |
| 2004/05 | 1. FC Bocholt      | Duitsland | Oberliga Nordrhein   | 24    | 3     |
| 2005/06 | Fortuna Düsseldorf | Duitsland | Regionalliga Nord    | 25    | 2     |
| 2006/07 | Fortuna Düsseldorf | Duitsland | Regionalliga Nord    | 23    | 1     |
| 2007/08 | VfB Lübeck         | Duitsland | Regionalliga Nord    | 17    | 0     |
| 2008/09 | RFC Luik           | België    | Proximus League      | 25    | 1     |
| 2009/10 | RFC Luik           | België    | Proximus League      | 19    | 0     |
| 2010/11 | KSK Tongeren       | België    | Vierde Klasse C      | 9     | 0     |
| Totaal  | Totaal             | Totaal    | Totaal               | 318   | 27    |